# Johannes Vleugels
Johannes Vleugels (* 1899 in Aachen; † 1978 in Buchen (Odenwald)) war ein deutscher Komponist sowie Musikpädagoge und Musikwissenschaftler.
Johannes Vleugels war ein promovierter Musikhistoriker, der von 1961 bis 1978 in Buchen wirkte. Die von ihm gegründete „Musiksammlung Vleugels“ im Bezirksmuseum Buchen, umfasst Tasten- und Blasinstrumente aus drei Jahrhunderten. Dazu gehören musikwissenschaftliche und musiktheoretische Literatur, eine über 2000 Exemplare umfassende Notensammlung von frühen Pergamenthandschriften bis hin zu seltenen Früh- und Erstdrucken, sowie seine eigenen Kompositionen.